# Ana García-Siñeriz
Ana María Aurora García-Siñeriz Alonso (Oviedo, 26 de Julho de 1965) é uma apresentadora e uma jornalista espanhola.
Estudou jornalismo pela Universidade Complutense de Madrid (master Radio Nacional de España) É mãe de dois filhos : Mateo (1998) e Chloe (2000).

## TV
- "Channel nº 4" (2005-2008) com Boris Izaguirre (Cuatro)
- "Lo + plus" (1995-2005) (Canal plus)
- "Magacine" (2005) (Canal plus)
- "Primer plano" (1993-1994) (Canal plus)
- "Hablando claro" (1988-1989) (TVE)